# 根室標津站

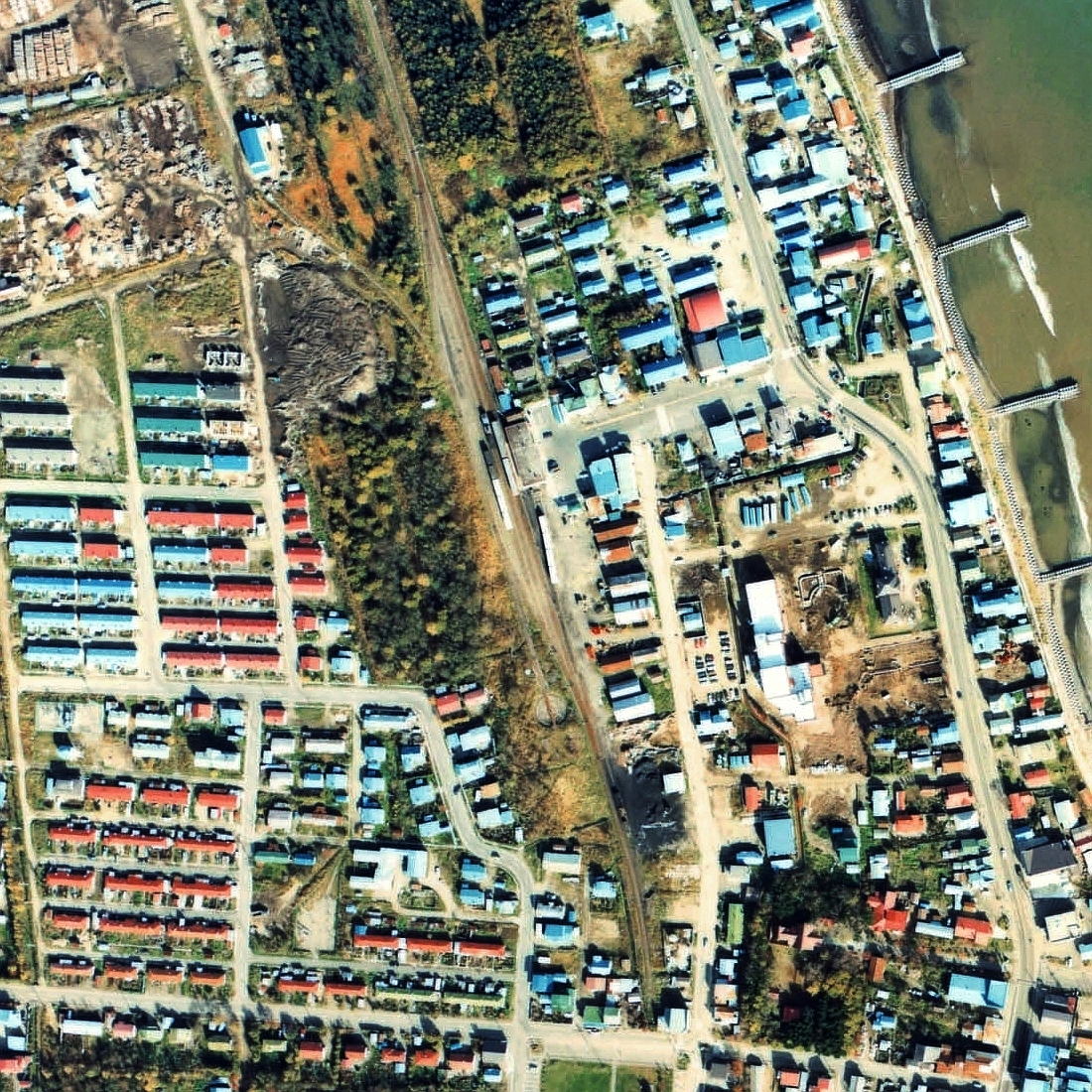
1977年的根室標津站與方圓約500米範圍。現時的機關區已經撤走，只剩下轉車盤。

根室標津站（日语：／ Nemuro-Shibetsu eki */?）是位於北海道標津郡標津町北3條西2丁目，北海道旅客鐵道（JR北海道）的標津線車站（廢站）。隨著標津線廢線，車站在1989年（平成元年）4月30日廢除。

## 歷史
- 1937年（昭和12年）10月30日 - 國有鐵道標津線車站啟用[1]。當時為一般車站。同時設置釧路機關區標茶支區根室標津駐泊所。
- 1967年（昭和42年）11月22日 - 車站大樓翻新。
- 1980年（昭和55年）4月30日 - 結束處理貨物。
- 1984年（昭和59年）2月1日 - 結束處理行李。
- 1987年（昭和62年）4月1日 - 伴隨國鐵分割民營化，車站由北海道旅客鐵道（JR北海道）營運。
- 1989年（平成元年）4月30日 - 標津線全線廢除，此站也廢除[1]。

### 站名的由來
車站名稱取自町名。為了區別宗谷本線士別站（士別與標津之日文發音相同），因此冠上了舊國名「根室」。

## 車站構造
截至車站廢除前，車站是一座地面車站，設有1面1線的單式月台。車站大樓位於東邊（海一方）。
在結束處理貨物和行李前，月台東南方設有貨物起卸場，該處為缺角式月台。1條貨物起卸線向南方延伸。此外，除了月台本線外，西邊還有3條留置線，最西邊的1線是入出區線，連接站內西南方的轉車盤和車庫，所有留置線會匯合至東邊1線，該處為折返線。

## 車站周邊
- 標津町公所
- 中標津警察署中標津警署（日语：中標津警察署中標津警署）標津駐在所
- 標津郵局
- 大地未來信用金庫（日语：大地みらい信用金庫）標津分店
- 標津神社（江戶時代興建）
- 阿寒巴士（日语：阿寒バス）「標津營業所」巴士站

## 現況

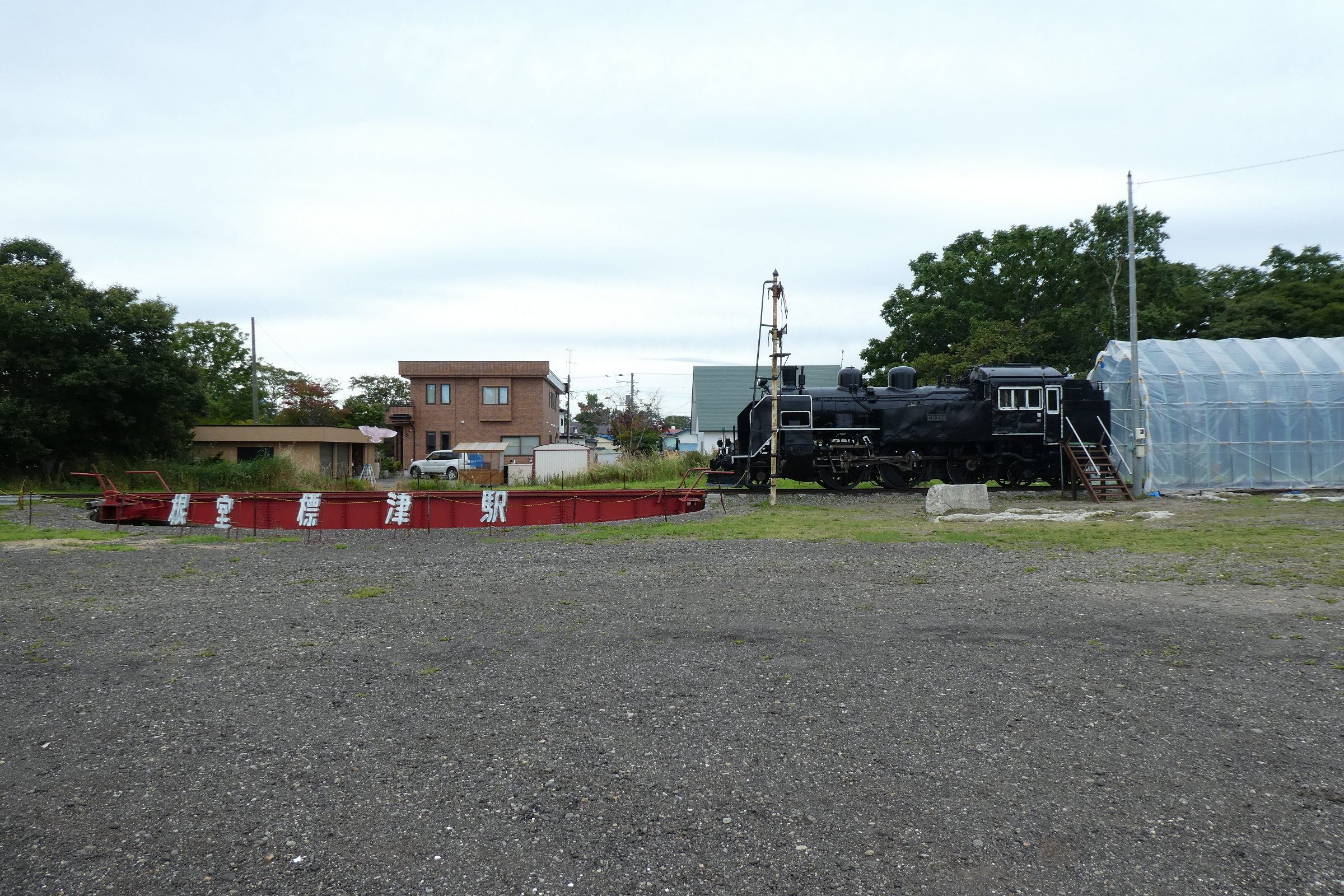
2019年9月的轉車盤狀況

在廢線後，車站大樓被封鎖，另外放置了2架KiHa22。當初車站大樓計劃用作鐵路資料館，並會展出KiHa22。可是計劃中止，車站大樓被荒廢，後來被撤走，
關於轉車盤，當地的建築商於2017年組成保存會。透過眾籌進行復修。同年8月，在距離車站一段距離的文化會堂內，保存了一架日本國鐵C11形蒸氣機車（C11 224），該機車使用了起重機和大型拖車，運送至入出周線終端摧。當舉行活動時，人力推動的轉車盤會進行示範。

## 相鄰車站
北海道旅客鐵道
標津線 
川北－根室標津

## 注腳
1. 1 2  今尾惠介監修《日本鉄道旅行地図帳》1號 北海道，新潮社，2008年，p.44
2. ↑  札幌鉄道局 (编). . 北彊民族研究会. 1939: 169. NDLJP: 1029473 （日语）.
3. ↑  廃線保存 ファンが出資／ネット通じ支援「遺産生かしたい」 （页面存档备份，存于）《日本經濟新聞》夕刊2018年11月5日記載（社會、體育版）共同社新聞傳遞文章。2018年11月7日參閲。